# United
United četvrti je studijski album švedskog heavy/power metal sastava Dream Evil. Diskografska kuća Century Media Records objavila ga je 31. listopada 2006. godine. Prvi je album sastava s bubnjarom Patom Powerom i gitaristom Markom Blackom.

## Popis pjesama
| 1.    | »Fire! Battle! In Metal!«                | 3:11 |
| 2.    | »United«                                 | 3:33 |
| 3.    | »Blind Evil«                             | 4:23 |
| 4.    | »Evilution«                              | 4:28 |
| 5.    | »Let Me Out«                             | 4:28 |
| 6.    | »Higher on Fire«                         | 4:29 |
| 7.    | »Kingdom at War«                         | 3:11 |
| 8.    | »Love Is Blind«                          | 4:47 |
| 9.    | »Falling«                                | 4:01 |
| 10.   | »Back from the Dead«                     | 4:28 |
| 11.   | »Doomlord«                               | 4:42 |
| 12.   | »My Number One« (obrada Elene Paparizou) | 3:09 |
| 48:50 |                                          |      |

## Zasluge
| Dream Evil - Peter Stålfors – bas-gitara - Fredrik Nordström – ritam gitara, produkcija, inženjer zvuka, mix - Niklas Isfeldt – vokali - Pat Power – bubnjevi, produkcija, inženjer zvuka, mix - Mark Black – glavna gitara | Dodatni glazbenici - Snowy Shaw – bubnjevi, gitara, prateći gitara (pjesma 12.) - Kurt Olsson – naracija (pjesma 11.) - Gus G. – glavna gitara (pjesma 12.) Ostalo osoblje - Seth Siro Anton – omot albuma, grafički dizajn, dizajn - Peter In de Betou – mastering - Patric Ullaeus – fotografije |